# Roman Novák
Roman Novák (* 3. května 1961) je bývalý český fotbalista.

## Fotbalová kariéra
V československé lize hrál za Sigmu Olomouc. Nastoupil v 1 ligovém utkání. Ve druhé nejvyšší soutěži hrál za FK Baník Havířov.

## Ligová bilance
| Ročník                                   | Zápasy | Góly | Klub             |
| ---------------------------------------- | ------ | ---- | ---------------- |
| 1. československá fotbalová liga 1982/83 | 1      | 0    | Sigma Olomouc    |
| Česká národní fotbalová liga 1987/88     | 17     | 1    | FK Baník Havířov |
| CELKEM                                   | 18     | 1    |                  |